# Strada provinciale 84 Circonvallazione di Crevalcore
La strada provinciale 84 Circonvallazione di Crevalcore è una strada provinciale italiana della città metropolitana di Bologna. Si trova a sud-ovest di Crevalcore e collega la ex SS 568 e la SP 1 con la SP 16 e la modenese SP 1 "Sorbarese".